# 郭子章
郭子章（1543年—1618年8月7日），字相奎，号青螺，别号蠙衣生，江西泰和人，明朝大臣、军事家、史学家、地名学家、作家。

## 生平
郭子章出生于泰和县三十一都（今属冠朝镇）。隆慶四年（1570年）庚午科順天府鄉試第十八名。隆慶五年（1571年）聯捷進士第三甲第二十四名進士。礼部觀政，初任福建建宁府推官，萬曆三年（1575年）升南京工部虞衡清吏司主事，八年升郎中。
万历十年（1582年）迁广东潮州府知府，十四年五月迁四川提学佥事，十七年四月迁浙江右参政，二十年七月升山西按察使，二十一年升湖广右布政使，二十三年升福建左布政使。
万历二十七年（1599年）三月，郭子章受命为右副都御史、贵州巡抚兼督理湖北等处，与湖广川贵总督李化龙合力剿灭播州宣慰使杨应龙叛乱，消灭了盘踞播州二十九世八百余年的杨氏土司。此后，又多次平定杨氏余党叛乱。三十二年加升右都御史兼兵部右侍郎銜，万历三十五年（1607年）七月告老，次年还乡。
万历四十年，以前后叙功，加太子少保兵部尚书、右副都御史，阴一子世袭锦衣卫。万历四十六年（1618年）七月逝世，卒年七十六岁，葬故里井坑。赠太子少保，谥文定。

## 贡献

### 平播战役与治理贵州
万历二十四年（1596年），播州土司杨应龙叛乱，战火波及四川、贵州、湖广三省，贵州巡抚江东之进剿不敌，全军覆没。
万历二十七年（1599年），万历帝罢江东之之职，郭子章临危受命，受命为右副都御史、贵州巡抚，负责贵州方面军事指挥。郭子章到任后，储备粮草，组建黔军，稳定周边各土司，并争取到贵州宣慰司水西安氏出兵助战，孤立了杨氏土司，最后会同总揽平播全权的湖广川贵总督李化龙一起，次年即平灭了叛乱，割据播州29世700余年的杨氏土司被灭。
播州平定后，改土归流，北部设遵义府，隶属四川省，南部设平越府，仍归贵州省管辖。郭子章继续任职贵州巡抚，治黔十年，稳定黔疆，振兴文教，政绩卓异，被誉为“黔中名宦之冠”，在当地留下诸多传说与遗迹。

## 著述
郭子章同时还是个高产作家，“天才卓越，于书无所不读”，“著述几于汗牛”。他每任职一处，均有专集，其著作涉面极为广泛，哲学、政治、经济、军事、曆律、历史、地理、工艺、文学、医学等，应有尽有。但他的作品中有不少是笔记小说、寓言、故事、笑话等历来为正统评论家所不重视的作品，少人关注。即便如此，《明史·艺文志》中仍记有其著作多达二十五种，二百四十六卷，《四库全书》中则存目二十一种，二百九十六卷。其方志类作品，目前已成为研究各地历史地理的重要文献。其中《郡县释名》被认为是中国第一部专门解释地名渊源的著作，“在明代地名学史上是最富理论意义的文献”
《明史·艺文志》中所录郭子章著述有：
- 经类：

《易解》十五卷
《诗传书例》四卷
- 史类

《黔中止榷记》一卷，《西南三征记》一卷，《黔中平播始末》三卷
《官释》十卷
《郡县释名》十六卷（应为二十六卷，《明史·艺文志》误），《古今郡国名类》三卷
《注豫章古今记》一卷，《豫章杂记》八卷，《广豫章灾祥记》六卷
《吉志补》二十卷
《潮中杂记》十二卷
《黔记》六十卷，《黔小志》一卷
- 子类：

《枝干释》五卷
《校定天玉经七注》七卷
- 集类：

《黔类》十八卷
《粤草》、《蜀草》、《楚草》、《闽草》、《浙草》、《晋草》、《留草》共五十五卷
《豫章诗话》六卷，《续》十二卷

## 轶事
《萬曆野獲編》載郭子章身材矮小，貌類侏儒。

## 家族
曾祖郭公域。祖父郭奇士，冠帶生员。父郭元鴻。母蕭氏，継母羅氏。重庆下。兄子亨、子京。弟相朱、子雍。